# Norges historia efter 1945
Norge var, när andra världskriget tog slut i Europa i maj 1945, nästan helt ockuperat av Nazityskland. När de tyska styrkorna kapitulerat avsatte man Vidkun Quislings marionettregering, och kung Håkon återvände från exilen i Storbritannien. Norge räknades till de allierade under andra världskriget. Även om landet hade varit ockuperat, och det inte funnits några reguljära norska militärförband under ockupationen, så hade den relativt stora handelsflottan haft stor strategisk betydelse.
Norge var en av de grundande medlemmarna i Förenta nationerna, och norrmannen Trygve Lie blev dess första generalsekreterare. Norge anslöt sig till den säkerhetspolitiska alliansen NATO 1949. Norge har också gått med i frihandelsunionen EFTA. Medlemskap i EEC, senare EG och EU, har diskuterats, men folkomröstningar i september 1972 och november 1994 gjorde att Norge inte gick med, den senare gången i samma utvidgningsomgång som Sverige, Finland och Österrike.

## Ekonomi och politik
Under slutet av 1960-talet upptäcktes nordsjöoljan, med stora petroleumfyndigheter i Nordsjöns kontinentalsockel. Dessa har blivit en viktig del av Norges industri, och bidragit till att Norge har mycket starka statsfinanser (statsskulden betalades av 1995 och överskottet har därefter fonderats), och en av världens högsta bruttonationalprodukter per person.

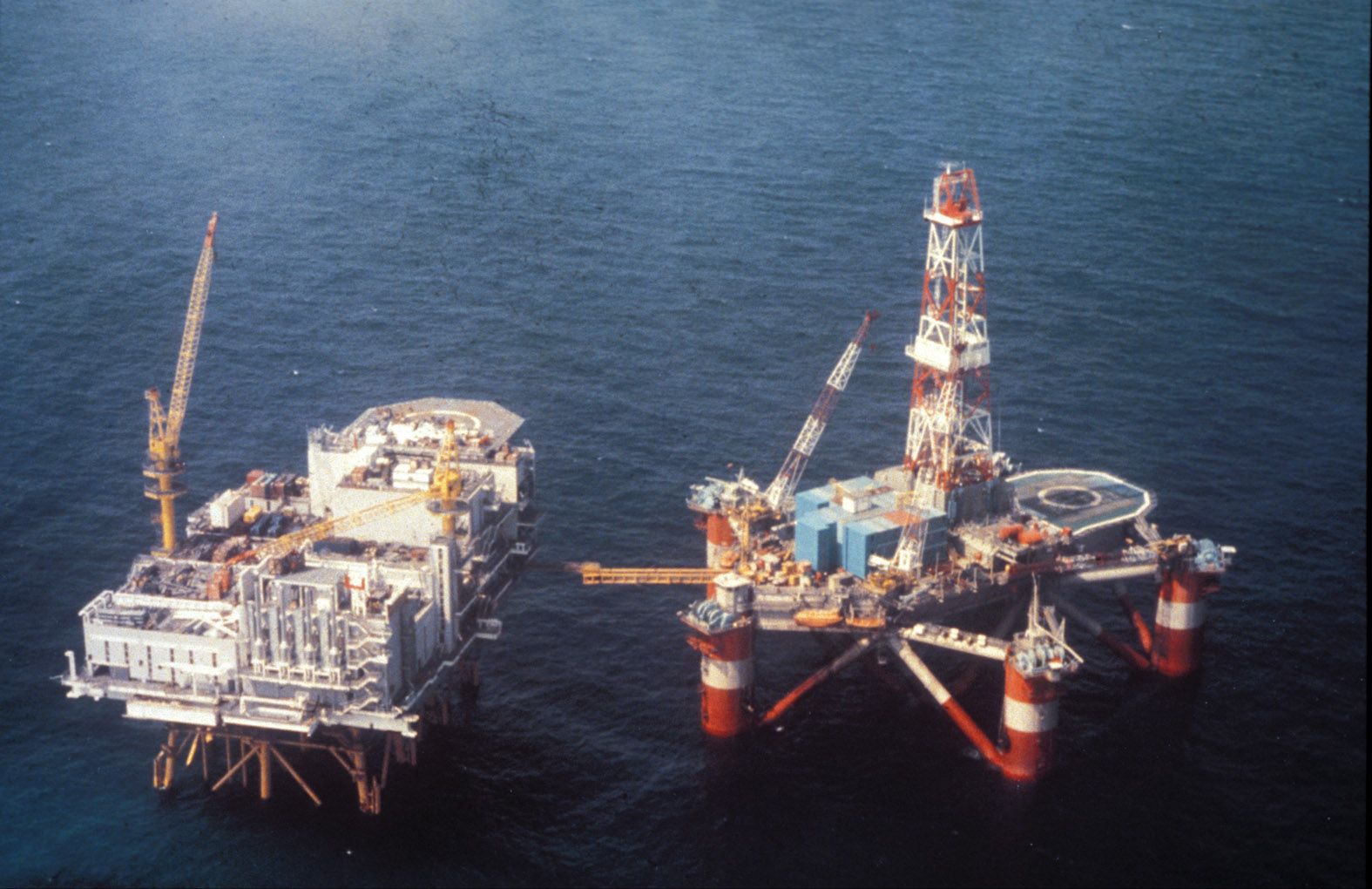
Oljeborrplattformen Alexander L. Kielland (till höger på bilden).

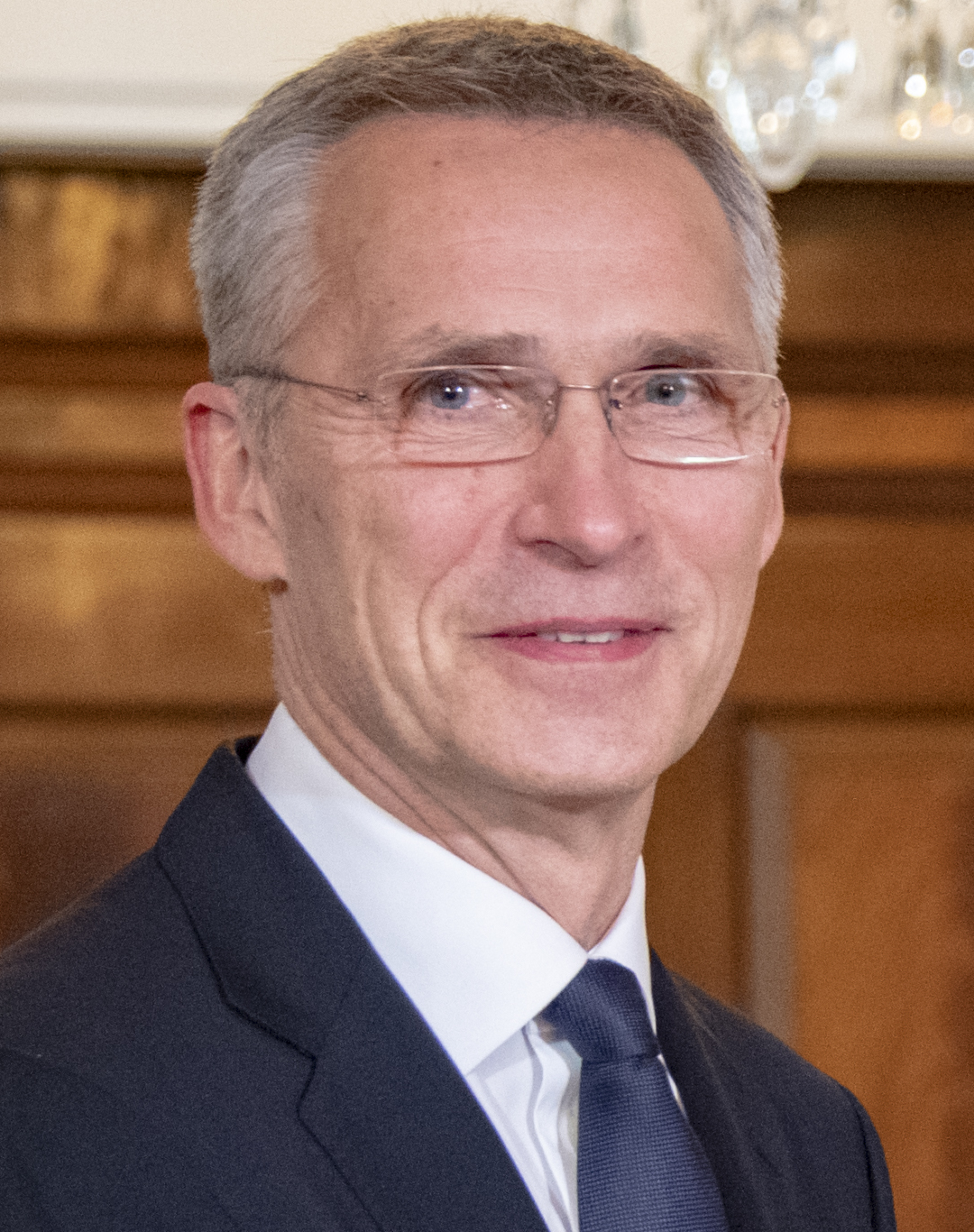
Jens Stoltenberg, tidigare statsminister och numera generalsekreterare i Nato.

Den 27 mars 1980 havererade oljeplattformen Alexander L. Kielland på Ekofisk, då den på grund av en storm ute till havs slog runt, och 123 människor omkom. I februari 1981 blev Gro Harlem Brundtland Norges första kvinnliga statsminister.

## Rättsfall
Den 22 juli 2011 dödades flera människor vid ett högerextremt terroristattentat i Oslo.

## Sport
Norge, vars idrottsliv främst dominerats av vintersport, har varit värd för olympiska vinterspelen två gånger, i Oslo 1952 och i Lillehammer 1994. Dessutom anordnades paralympiska vinterspelen i Norge två gånger, 1980 i Geilo och 1994 i Lillehammer. De idrottsliga framgångarna har varit stora inom framför allt längdskidåkning, backhoppning och nordisk kombination. Under 1970- och 80-talen hade även damlöpningen ett uppsving, med namn som Ingrid Kristiansen och Grete Waitz.
Under 1990-talet upplevde Norge en framgångsrik period även i flera grenar som inte var vintersport, bland annat fotboll, friidrott och handboll. Inom lagsporter handlade det framför allt om damidrott. Även Norges ishockeyherrar har spelat flera säsonger i elitdivisionen.

## Underhållning
Musikaliskt sett vann Norge Eurovision Song Contest 1985 (La det swinge med Bobbysocks), 1995 (Nocturne med Secret Garden) och 2009 (Fairytale med Alexander Rybak). Popgruppen A-ha fick 1985 en stor framgång med Take on Me.

### Fotnoter
1. ↑  Jasmine Urwäder (23 mars 2022). ”Historien bakom Nato” (på svenska). Svenska Yle. https://svenska.yle.fi/a/7-10014443. Läst 17 juni 2022.
2. ↑  Martin Hedström, Ola Hjalmarsson, Linnea Heppling (12 maj 2022). ”Det här är Nato”. SVT Nyhete. https://www.svt.se/datajournalistik/nato/. Läst 17 juni 2022.
3. ↑  Lars Johansson (23 februari 2017). ”Norska oljearbetare evakuerade från plattform”. Dagens nyheter. http://www.dn.se/nyheter/varlden/norska-oljearbetare-evakuerade-fran-plattform/. Läst 17 mars 2017.
4. ↑  ”Norway” (på engelska). World Statesmen. http://www.worldstatesmen.org/Norway.htm. Läst 12 oktober 2012.
5. ↑  Aslak Bonde (14 september 2009). ”Gro Harlem Brundtland”. Store norske leksikon. https://snl.no/Gro_Harlem_Brundtland. Läst 17 juni 2022.
6. ↑  Thomas Larsson (22 juli 2011). ”Terrordåden i Norge” (på svenska). SVT Nyheter. https://www.svt.se/nyheter/utrikes/terrordaden-i-norge-detta-har-hant-1. Läst 17 juni 2022.
7. ↑  Josefin Silverberg (22 juli 2021). ”Tio år sedan Utøya” (på svenska). SVT Nyheter. https://www.svt.se/nyheter/utrikes/ut-ya-tio-ar-sedan-daden. Läst 17 juni 2022.